# Pseudolaguvia tenebricosa
Pseudolaguvia tenebricosa es una especie de peces de la familia Erethistidae en el orden de los Siluriformes.

## Morfología
• Los machos pueden llegar alcanzar los 3,2 cm de longitud total.

## Hábitat
Es un pez de agua dulce y de clima tropical.

## Distribución geográfica
Se encuentran en Asia: Birmania.